# مقاطعة سورخيت
مقاطعة سورخيت هي إحدى مقاطعات النيبال. يبلغ عدد سكانها 288,527 نسمة وذلك حسب إحصائيات سنة 2001. تبلغ مساحتها 2451 كم².

## أعلام
- روهيت تشاند